# Crăsnășeni (okręg Vaslui)
Crăsnășeni – wieś w Rumunii, w okręgu Vaslui, w gminie Tătărăni. W 2011 roku liczyła 136 mieszkańców.